# Estadi de Fadil Vokrri
L'Estadi de Fadil Vokrri (en albanés Stadiumi Fadil Vokrri; en serbi стадион Фадиљ Вокри/Stadion Fadilj Vokri) és un estadi multiusos de la ciutat de Pristina a Kosovo, un territori disputat amb Sèrbia. S'utilitza sobretot per als partits de futbol i és l'estadi de l'equip local KF Prishtina que disputa la Superlliga de futbol de Kosovo.
L'estadi va ser inaugurat en 1952 i té capacitat per a 16.200 persones. També és un dels estadis que usa la Selecció de futbol de Kosovo.